# Maureen Stapleton
Lois Maureen Stapleton (ur. 21 czerwca 1925 w Troy, zm. 13 marca 2006 w Lenox) – amerykańska aktorka, laureatka Oscara za rolę drugoplanową w filmie Czerwoni.

## Życiorys
Stapleton urodziła się w Troy w stanie Nowy Jork, jako córka Irene (z domu Walsh) i Johna P. Stapletona. Wraz z bratem Jackiem była wychowywana w Amerykańsko Irlandzkiej rodzinie o tradycjach katolickich. Jej ojciec był alkoholikiem, z tego też powodu rodzice mieszkali osobno.
Do Nowego Jorku Maureen przeniosła w wieku osiemnastu lat. Aby utrzymać się pracowała początkowo jako modelka. Zauroczona hollywoodzkim aktorem Joelem McCrea’em postanowiła rozpocząć karierę aktorską. Tak w 1946 roku debiutowała na Broadwayu w sztuce The Playboy of the Western World u boku Burgessa Mereditha. W 1951 roku zastąpiła Annę Magnani w głównej roli w przedstawieniu Tatuowana róża Tennessee Williamsa. Magnani musiała zrezygnować z powodu słabej znajomości języka, natomiast Stapleton otrzymała za rolę nagrodę Tony (Magnani wystąpiła za to w filmowej wersji sztuki, i w 1955 roku otrzymała Oscara). Stapleton studiowała w Actors Studio, na jednym roku wraz z Marilyn Monroe.
W 1958 roku Stapleton występuje w swoim pierwszym filmie – Lonelyhearts w reżyserii Vincenta J. Donehue’a. Za swój debiut otrzymała nominację do Oscara dla najlepszej aktorki drugoplanowej. W tym samym roku otrzymała kolejną nominację do nagrody Tony za rolę w sztuce The Cold Wind and the Warm i pierwszą nominację do nagrody Emmy za rolę w filmie telewizyjnym All the King’s Men.
W 1963 roku wystąpiła w musicalu Bye Bye Birdie u boku Dicka Van Dyke’a, Janet Leigh i Ann-Margret. W 1970 roku wzięła udział w filmie katastroficznym Port lotniczy za co otrzymała kolejną nominację do Oscara i Złotego Globu dla najlepszej aktorki drugoplanowej. W 1978 roku zagrała w filmie Woody’ego Allena Wnętrza u boku Diane Keaton i Geraldine Page.
W 1981 roku w filmie Czerwoni w reżyserii Warrena Beatty’ego, wcieliła się w postać Emmy Goldman. Za rolę otrzymała w 1982 roku Oscara oraz nagrodę BAFTA dla najlepszej aktorki drugoplanowej.

### Życie prywatne
Stapleton miała dwóch mężów: pierwszemu Maksowi Allentuckowi (kierownikowi teatru) w ciągu 10. lat trwania ich małżeństwa urodziła dwoje dzieci: syna Daniela i córkę Katharine. Z drugim mężem – autorem sztuk Davidem Rayfielem przeżyła niespełna trzy lata w małżeństwie.
Maureen Stapleton przez wiele lat zmagała się z alkoholizmem i różnym fobiami. Jak sama przyznała się w wywiadzie: Kurtyna opadała i szłam po wódkę (The curtain came down and I went into the vodka). Aktorka przyznała, iż to trudne dzieciństwo przyczyniło się do jej problemów.
Stapleton zmarła w wieku 80. lat w swoim domu w Lennox w stanie Massachusetts 13 marca 2006 roku. Stapleton była nałogowym palaczem i zmarła na przewlekłą obturacyjną chorobę płuc.

## Filmografia
Filmy fabularne

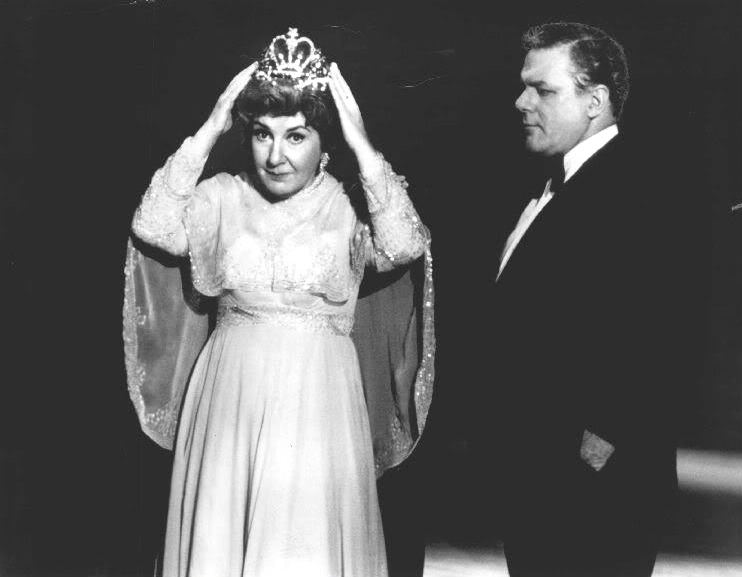
Stapleton i Charles Durning w filmie Królowa zakurzonej sali balowej, 1975 rok

- 2003: Living and Dining jako pani Lundt
- 1998: Miasteczko Wilbur Falls (Wilbur Falls) jako sekretarka Wilbur Falls High
- 1997: Miłość jak narkotyk (Addicted to Love) jako Nana
- 1986: My Universe Inside Out jako (głos)
- 1994: Jak kupić nową mamę (Trading Mom) jako pani Cavour
- 1994: Ostatnie dobre chwile (The Last Good Time) jako Ida Cutler
- 1992: Lincoln jako Sarah Bush Lincoln (głos)
- 1992: Odszedł bez słowa (Passed Away) jako Mary Scanlan
- 1992: Panna Rose White (Miss Rose White) jako ciocia Perla
- 1992: Ostatnie życzenie (Last Wish) jako Ida Rollin
- 1988: Kokon: Powrót (Cocoon: The Return) jako Mary Luckett
- 1988: Walter Liberace – genialny showman (Liberace: Behind the Music) jako Frances Liberace
- 1988: Doin’ Time on Planet Earth jako Helium Balloon Saleslady
- 1987: Między niebem a ziemią (Made in Heaven) jako Lisa, ciotka Mike’a
- 1987: Wariatka (Nuts) jako Rose Kirk
- 1987: Hotel Lorraine (Sweet Lorraine) jako Lillian Garber
- 1986: The Cosmic Eye jako matka ziemia (głos)
- 1986: Skarbonka (The Money Pit) jako Estelle
- 1986: Zgaga (Heartburn) jako Vera
- 1985: Kokon (Cocoon) jako Marilyn „Mary” Luckett
- 1985: Private Sessions jako dr Liz Bolger
- 1984: Niebezpieczny Johnny (Johnny Dangerously) jako Ma Kelly
- 1984: Sekrety rodzinne (Family Secrets) jako Maggie Lukauer
- 1984: Sentimental Journey jako Ruthie
- 1982: Little Gloria... Happy at Last jako pielęgniarka Emma Kieslich
- 1982: The Electric Grandmother jako babcia
- 1981: Czerwoni (Reds) jako Emma Goldman
- 1981: Wielbiciel (The Fan) jako Belle Goldman
- 1981: On the Right Track jako Mary
- 1979: The Gathering, Part II jako Kate Thornton
- 1979: Letters from Frank jako Betty Miller
- 1979: Lost and Found jako Jemmy
- 1979: Ludzka słabość (The Runner Stumbles) jako pani Shandig
- 1978: Wnętrza (Interiors) jako Pearl
- 1977: The Gathering jako Kate Thornton
- 1976: Kotka na gorącym blaszanym dachu (Cat on a Hot Tin Roof) jako Big Mama
- 1975: Królowa zakurzonej sali balowej (Queen of the Stardust Ballroom) jako Beatrice ‘Bea’ Asher
- 1974: Tell Me Where It Hurts jako Connie
- 1974: Voyage to Next jako matka ziemia (głos)
- 1972: Dig jako matka
- 1971: Lato roku 1942 (Summer of '42) jako matka Hermiego (głos, niewymieniona w czołówce)
- 1971: Apartament w Hotelu Plaza (Plaza Suite) jako Karen Nash
- 1970: Port lotniczy (Airport) jako Inez Guerrero
- 1969: Mirror, Mirror Off the Wall jako Ruthie Maxwell
- 1968: Trilogy jako Mary O’Meaghan
- 1967: Among the Paths to Eden jako Mary O’Meaghan
- 1963: Bye Bye Birdie jako Mae Petersen
- 1961: Widok z mostu (Vu du pont) jako Beatrice Carbone
- 1959: Jak ptaki bez gniazd (The Fugitive Kind) jako Vee Talbot
- 1958: Lonelyhearts jako Fay Doyle

Seriale telewizyjne
- 1995: Droga do Avonlea (Road to Avonlea) jako Maggie MacPhee
- 1989: The Equalizer jako ‘Emmy’ Rutherford
- 1989: B.L. Stryker
- 1988: The Thorns jako Peggy / Pani Hamilton
- 1983: Great Performances jako Biała Królowa
- 1964: East Side/West Side jako Molly
- 1962: The DuPont Show of the Week jako profesor Gretchen Anna Thaelman
- 1961-1962: Naked City jako Abbey Bick
- 1961: Car 54, Where Are You? jako pani Anna Lupesko
- 1961: Play of the Week
- 1959: Playhouse 90 jako Pilar
- 1958: All the King’s Men jako Sadie Burke
- 1956: Studio One jako Rachel Jackson
- 1956: The Alcoa Hour jako Vi Miller
- 1955-1956: Armstrong Circle Theatre jako pani Elizabeth Steigerwald
- 1955: Justice
- 1955: Star Tonight
- 1954-1955: The Philco Television Playhouse jako córka / Pani Johnson
- 1954: Medic jako Evelyn Strauss
- 1953: Goodyear Television Playhouse
- 1952: Curtain Call
- 1948: Actor’s Studio

## Nagrody
- Nagroda Akademii Filmowej Najlepsza aktorka drugoplanowa: 1982 Czerwoni
- Złoty Glob Najlepsza aktorka drugoplanowa: 1971 Port lotniczy
- Nagroda BAFTA Najlepsza aktorka drugoplanowa: 1982 Czerwoni
- Nagroda Emmy[1]Najlepsza aktorka w miniserialu lub filmie telewizyjnym: 1967 Among the Paths to Eden
- Nagroda Tony[2]
  - Najlepsza aktorka w sztuce: 1971 The Gingerbread Lady
  - 1951 The Rose Tattoo